# Tu Duc
Tu Duc (vietnamita: Tự Đức)  (Huế, 22 de setembre de 1829 - Huế, 17 de juliol de 1883) és el títol imperial de l'anomenat Nguyễn Phúc Hồng Nhậm (Huế, 22 de setembre de 1829 – Huế, 17 de juliol de 1883), va ser el quart emperador de la dinastia Nguyễn de l'Imperi d'Annam al Vietnam i va regnar de 1847 a 1883. Es considera que Tu Duc va ser el darrer emperador vietnamita veritablement independent.

## Biografia
Fill de l'emperador Thiệu Trị i successor seu amb el títol de "Tự Đức", el seu regnat va ser molt conflictiu, ja que es va oposar a la modernització del país i especialment a la influència del cristianisme, ordenant decapitar el 20 de juliol de 1857 al bisbe espanyol i vicari apostòlic José Diaz Sanjurjo. Arran d'aquests fets i a les ànsies colonitzadores hi va haver una expedició conjunta hispano-francesa al Vietnam amb la victòria dels francesos.
El 10 de juliol de 1857 alguns catòlics i missioners espanyols van ser assassinats a l'Imperi d'Annam, entre ells el bisbe de Platea, José María Díaz Sanjurjo. En virtut dels tractats de la Quàdruple Aliança, França i Espanya van acordar l'enviament d'una expedició marítima de càstig a la zona que va arribar el 31 d'agost de 1858. Sense poder capturar la capital Huế, la flota combinada es va dirigir a Saigon, ciutat què varen assaltar el 17 de febrer de 1859 quedant assetjada pels annamites fins a l'arribada de reforços francesos. El 23 de març de 1862 es donava per conclòs el conflicte després i Tu Duc va signar la pau pels tractats de Saigon el juny cedint la ciutat de Saigon, l'arxipèlag de Côn Đảo i les províncies de Biên Hòa, Gia Dinh, i Dinh Tuong, que van conformar a la colònia de Cotxinxina. Norodom I va signar un protectorat francès sobre Cambodja el 1863. El juny de 1867, França va ocupar tot el sud del Vietnam.